# 西村直子
西村 直子（にしむら なおこ）は、日本の経済学者。信州大学経済学部教授。専門分野はミクロ経済学、ゲーム理論。特に、実験経済学、オークション理論。

## 略歴

### 学歴
- 1983年 東京大学経済学部 卒業
- 1989年 ジョンズ・ホプキンス大学 経済学研究科博士課程 修了

### 職歴
- 1988年 信州大学 経済学部 講師
- 1990年 信州大学 経済学部 助教授
- 2004年 信州大学 経済学部 教授
- 2020年 立命館大学 食マネジメント学部 教授

## 主な論文
- “Revenue Non-Equivalence between the English and the Second-Price Auctions: Experimental Evidence,” 共著S. H. Chew and N. Nishimura.Journal of Economics and Behavioral Organization , 51:443-458 2003
- 西村直子「進化するオークション」『経済セミナー』6月号 , 569:pp.61-66 2002
- 西村直子｢オークションと実験｣『経済セミナー』9月号 , :38-42 1999
- Naoko Nishimura Demand Revelation for a Risky Public Good under Separable Non-Expected Utility Preferences 信州大学経済学論集 , 31:81-92 1993(Jul.)
- Chew Soo Hong and Naoko Nishimura Differentiability, Comparative Statics, and Non-expected Utility Preferences Journal of Economic Theory , 56:294-312 1992